# Donna Reed
Donna Reed, ursprungligen Donna Belle Mullenger, född 27 januari 1921 i Denison, Iowa, död 14 januari 1986 i Beverly Hills, Kalifornien, var en amerikansk skådespelare och producent. Reed, vars karriär spände över fyra decennier, medverkade i omkring 40 filmer. Bland dessa märks rollen som Mary Hatch Bailey i Frank Capras film Livet är underbart från 1946. 1953 mottog hon en Oscar för bästa kvinnliga biroll för sin roll som Lorene Burke i krigsdramat Härifrån till evigheten. På TV har hon bland annat spelat Donna Stone i sitcomserien The Donna Reed Show (1958–1966), för denna roll mottog hon flera Emmy Award nomineringar. Under säsongen 1984–1985 ersatte Reed Barbara Bel Geddes i rollen som Miss Ellie Ewing i tv-serien Dallas.

## Biografi
Reed, som växte upp på en bondgård, valdes till skönhetsdrottning vid gymnasiet i sin hemstad. Hon vann sedan ännu en skönhetstävling vid Los Angeles City College, där hon studerade drama.
Donna Reed filmdebuterade 1941. Med åren har hennes roll som Mary Hatch i Frank Capras film Livet är underbart blivit hennes mest kända. Hon spelade ofta ärliga, supersunda flickor, med ett undantag. Det var i rollen som den prostituerade Alma ("Lorene") i Härifrån till evigheten 1953, för vilken hon vann en Oscar för Bästa kvinnliga biroll.
Åren 1958-1966 hade hon en egen tv-serie, The Donna Reed Show, och säsongen 1984-1985 övertog hon Barbara Bel Geddes roll som Miss Ellie i tv-serien Dallas. Sen kom Bel Geddes tillbaka, då hon tillfrisknat efter den hjärtoperation som tvingat henne att lämna serien. Varken seriens fans eller de andra skådespelarna tyckte att någon kunde ersätta henne som Miss Ellie. Donna Reed stämde seriens producenter men avled bara en kort tid senare.
Donna Reed har en stjärna på Hollywood Walk of Fame, för insatser inom film, vid adressen 1612 Vine Street.

## Filmografi i urval

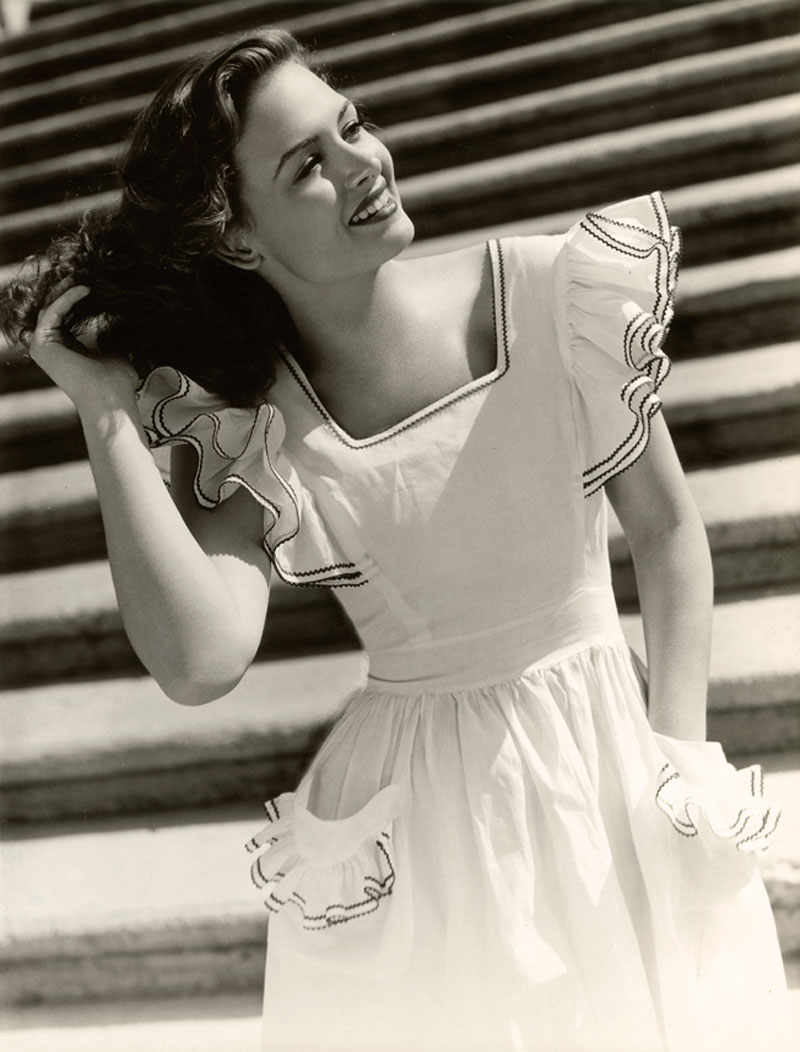
Donna Reed, 1944.

- 1941 – Gäckande skuggan på nya äventyr!
- 1941 – Vi på Broadway
- 1942 – Charmören Andy Hardy
- 1942 – Ögon i natten
- 1943 – Vi människor
- 1943 – The Man from Down Under
- 1943 – Soldatflamman
- 1944 – En man i ledet
- 1944 – Gentle Annie
- 1945 – De skulle offras
- 1945 – Dorian Grays porträtt
- 1946 – Livet är underbart
- 1947 – Gröna delfinens gata
- 1948 – Mannen i mörkret
- 1949 – Chicago
- 1952 – Brott i blixtljus
- 1952 – Hangman's Knot
- 1952 – En chans på tusen
- 1953 – Kuliga kumpaner
- 1953 – Härifrån till evigheten
- 1954 – Jag minns Paris
- 1956 – Filmen om Benny Goodman
- 1956 – Förrädaren
- 1956 – Signal från okänd
- 1958–1966 – The Donna Reed Show (TV-serie)
- 1960 – Pepe
- 1984 – Kärlek ombord (TV-serie)
- 1984–1985 – Dallas (TV-serie)